# Mr. Edd & Lefou
Edd & Lefou sind ein Pantomimen-, Comedy- und Clownduo aus Berlin.

## Geschichte
Nils Hellmuth (Mr. Edd, *1971) und Steffen Lemke (Lefou, *1972) absolvierten zwischen 1990 und 1994 die Schule für Pantomime, Clownerie & Animation in Berlin und schlossen diese mit Bühnenreife ab. Als Duo Mr. Edd & Lefou arbeiten sie seit 1995 zusammen. Ihr erstes abendfüllendes Soloprogramm erschien 1999 unter dem Namen „Die wunderbare Welt von Mr. Edd & Lefou“.

## Fernsehpräsenz
Sie traten mit Auszügen aus ihrem Programm „SWOOOSH!“ in bekannten Fernsehsendungen wie z. B. Quatsch Comedy Club, Nightwash und dem Tigerentenclub auf. In dem deutschen Episodenfilm „GG 19 – Eine Reise durch Deutschland in 19 Artikeln“ haben beide in Episode 19 eine Rolle als Türsteher.

## Auszeichnungen
- Nominierungen:
  - 2006: Tuttlinger Krähe

- Preise:
  - 2005: Jury- und Publikumspreis der St. Ingberter Pfanne, St. Ingbert
  - 2002: Les Feux de la Rampe, Paris
  - 2001: „Künstler des Jahres“ des Goldenen Künstlermagazins des Gedu Verlags
  - 2000: „Aufsteiger des Jahres“, Schweiz